# Рафаел Гвалаци
Рафаел Гвалаци (итал. Raphael Gualazzi рођен 11. новембра 1981) је италијански певач. Са песмом „Madness of Love“ освојио је друго место на Песми Евровизије 2011. у Диселдорфу, Немачка.